# نوکیا ۵۱۳۰
نوکیا ۵۱۳۰ اکسپرس میوزیک (انگلیسی: Nokia 5130 XpressMusic) یک مدل گوشی تلفن ساخته شده توسط شرکت نوکیا بود.این گوشی در سال 2008 ساخته شده بود.آن گوشی به رنگ های مشکی و آبی و مشکی و قرمز است.این موبایل از پلتفرم سری 40 است.این گوشی با شعار تک سیمکارته با طعم موزیک است.